# Vlasatice třásnitá
Vlasatice třásnitá (Trichobatrachus robustus) nebo také žába srstnatá je druh žáby z monotypického rodu Trichobatrachus, obývající deštné pralesy podél Guinejského zálivu od jihovýchodní Nigérie po vysočinu Mayombe.
Dosahuje délky okolo 11 cm a váhy asi 80 g, hlava je krátká a široká se zakulaceným čenichem, samci bývají výrazně větší než samice. Součástí pohlavního dimorfismu je také množství dlouhých tenkých kožních výrůstků na bocích a bedrech samců, sloužících k usnadnění dýchání při pobytu ve vodě, kde hlídají nakladená vajíčka. Po vylíhnutí pulců se samci vracejí na souš a kožní třepení ztrácejí.
V případě ohrožení si žába zlomí kůstky na prstech, jejichž ostré špice pak prorazí kůži a slouží k obraně jako drápy (nejde o skutečné drápy, protože nejsou tvořeny keratinem). Vlasatice třásnitá tak získala přezdívku Wolverine frog podle postavy z komiksu X-Men.
Potravu vlasatice třásnité tvoří hmyz, plži a červi. Dožívá se zhruba pěti let. Domorodci z kmene Bakossi tuto žábu loví pomocí oštěpů a pojídají jako lék proti neplodnosti.